# Cantó de La Chartre-sur-le-Loir
El cantó de La Chartre-sur-le-Loir és un cantó francès del departament de Sarthe, situat al districte de La Flèche. Té 9 municipis i el cap es La Chartre-sur-le-Loir.

## Municipis
- Beaumont-sur-Dême
- Chahaignes
- La Chapelle-Gaugain
- La Chartre-sur-le-Loir
- Lavenay
- Lhomme
- Marçon
- Poncé-sur-le-Loir
- Ruillé-sur-Loir

## Història
| Data d'elecció                           | Identitat                          | Partit                     | Qualitat |
| ---------------------------------------- | ---------------------------------- | -------------------------- | -------- |
| 1945-1955                                | Antoine Bon de Gramont de Lesparre | RPF, després Divers droite |          |
| 1955-1961                                | Michel Maris                       | Divers droite              |          |
| 1961-1979                                | Arnaud de Gramont-Lesparre         | RI, després UDF            |          |
| 1979-1985                                | Bertrand de Maigret                | UDF                        |          |
| 1985-2004                                | Armand de Malherbe                 | Divers droite              |          |
| 2004-                                    | Gérard Brault                      | PCF                        |          |
| les dades anteriors no són pas conegudes |                                    |                            |          |
|                                          |                                    |                            |          |

## Demografia
| A partir de 1990: Població sense dobles comptes |